# Theater Castellum
Theater Castellum is een theatergebouw in Alphen aan den Rijn. In 2004 werd het gebouwd volgens een ontwerp van architect Dirk Jan Postel (architectenbureau Kraaijvanger Urbis). Vanaf 2005 is het Castellum theater & bioscoop in gebruik. Huidige (interim) directeur sinds september 2021 is Marcel 't Sas.
Het theater heeft twee zalen:
- de Fonds Alphenzaal met 749 zitplaatsen
- de Kleine zaal met 259 zitplaatsen

Naast de twee theaterzalen beschikt het complex ook over drie (ondergrondse) bioscoopzalen en twee cafés. Het aantal vierkante meters (7400 m²) dat nodig is om alle functies onder te brengen is ruim driemaal groter dan het beschikbare kaveloppervlak (2100 m²).
Na een verbouwing van ruim anderhalf jaar opende het theater opnieuw haar deuren op 9 januari 2022. In maart 2022 nam de publieke lokale omroep, Studio Alphen, haar intrek op de bovenste verdieping van het theater.

## Financiële situatie
Het theater leed verschillende jaren op rij verlies. De gemeenteraad - anno 2016 de enige aandeelhouder - overwoog in 2017 een sluiting, maar er werd het plan opgeworpen om het theater te gaan herinrichten als een multifunctioneel centrum. Ook andere organisaties zouden gebruik mogen maken van het gebouw.
Hiervoor zou 2,6 miljoen euro nodig zijn van de gemeente, waar niet alle lokale politici het mee eens waren. De hiervoor benodigde verbouwing werd tweemaal uitgesteld; in november 2018 werd bekendgemaakt dat wegens onenigheid bij de betrokken partijen de werkzaamheden op zijn vroegst in het voorjaar van 2020 zouden plaatsvinden. Dit heeft ook te maken met een nieuwe culturele agenda in Alphen aan de Rijn, die mogelijk invloed heeft op de vorm van het theater.